# Fritz Hagmann
Fritz Hagmann (28 marzo 1901 – 14 dicembre 1974) è stato un lottatore svizzero, specializzato nella lotta libera.

## Palmarès

### Olimpiadi
- Oro a Parigi 1924 nei pesi medi.